# Der Hagestolz (Turgenew)
Der Hagestolz (russisch Холостяк, dt. auch Der Junggeselle) ist ein Drama in drei Akten von Iwan Turgenew. Es wurde 1849 in den Otetschestwennye Sapiski gedruckt. Die Bühnenpremiere erfolgte am 14. Oktober 1849 im Alexandrinski-Theater in St. Petersburg. Im Mittelpunkt des Stücks steht ein gelöstes Eheversprechen und dessen Folgen. Es war das erste Stück Turgenews, das zur Aufführung kam.

## Inhalt

### Erster Akt
In Moschkins Haus in St. Petersburg wird ein Mann vorstellig, der sich als Schpunjdik erweist, ein Freund aus der Kindheit in der Provinz, den Moschkin seit 20 Jahren nicht mehr gesehen hat. Moschkin lädt ihn ein, zum Mittagessen zu bleiben, das er zu Ehren der Verlobung zwischen Mascha (einer Waise, die er bei sich aufgenommen hat und die er wie seine eigene Tochter schätzt) und Wilizky, einem jungen Kollegen, für den er ähnliche väterliche Gefühle hegt.
Wilizky trifft ein und hat seinen (deutschstämmigen) Freund von Fonk dabei, der kalt und auf Anstand bedacht ist. Moschkin tut viel, um Fonks Wohlwollen zu erlangen. Er erklärt ihm, wie glücklich er sich wegen der bevorstehenden Hochzeit seiner beiden Schützlinge schätzt.
Doch Fonk, der einen hohen Verwaltungsposten innehat, kann kaum seine Verachtung für das bescheidene Haus und das niedrige Bildungsniveau seines Gastgebers verbergen. Als letzte Gäste treffen Mascha und ihre Tante, die Prjaschkina, ein. Während des Mahles ist die Atmosphäre drückend; Fonk schüchtert alle mit seinen Fragen ein und scheint besonders Mascha kritisch zu examinieren.

### Zweiter Akt
Fünf Tage später in Wilizkys Wohnung. Wilizky hält sich zu Hause versteckt, da ihn das „verfluchte Mittagessen“ bei Moschkin vor Augen geführt habe, dass Mascha vielleicht nicht die richtige Frau für ihn sei. Er gibt noch vor sie zu lieben, doch der inzwischen bei ihm eingetroffene Fonk bestärkt ihn in seinen Zweifeln. Fonks Meinung ist Wilizky äußerst wichtig. Jener rät ihm schon aus rationalen Gründen von der Heirat mit einem so mittellosen Mädchen wie Mascha ab, da sie ihm den Weg verbaue, weiter reichende Bekanntschaften zu knüpfen, die ihm bei seiner Karriere behilflich sein würden: „die Zugehörigkeit zur guten Gesellschaft kann mit der Zeit zu der Möglichkeit einer glänzenden Partie führen, besonders wenn man ohne Anhang ist und keine unpassenden Familienbeziehungen mit sich schleppen muß“ (S. 62 in der Ausgabe von Wildhagen). Wilizky zeigt sich bereit, von der Hochzeit zurückzutreten.
Als ihn kurz darauf auch Mascha aufsucht, um herauszufinden, was mit ihrem Verlobten los ist, druckst dieser herum, auch weil Fonk nicht das Haus verlassen hat, sondern sich im Nebenzimmer versteckt hält. Schließlich geht Mascha wieder nach Hause. Kurz darauf geht auch Fonk. Dann tritt Moschkin auf, um Wilizky ins Gewissen zu reden. Dieser willigt ein, mit zu Mascha zu kommen und sich mit ihr auszusprechen.

### Dritter Akt
Eine weitere Woche später. Moschkin beklagt bei Schpunjdik, dass sich Wilizky seit der Aussprache nur zweimal kurz gezeigt habe. Dieses schlechte Zeichen bestätigt sich in einem eintreffenden Brief, in dem Wilizky die Heirat endgültig absagt. Moschkin eilt sofort zu ihm, um ihn zur Rede zu stellen, doch ist dieser abgereist und lässt sich verleugnen.
Als Mascha davon erfährt, ist sie ziemlich gefasst und bespricht die Konsequenzen. Sie erklärt, dass sie als heiratsfähige Frau aufgrund dieser öffentlichen Blamage nicht länger im Haus ihres Wohltäters bleiben kann, da sie nicht verwandt seien. Moschkin ist darüber bestürzt, da er Mascha gern weiter bei sich wohnen lassen würde. Als einziger Ausweg erscheint ihm, sie um ihre Hand zu bitten. Er selbst und Mascha sind zunächst überrascht von dieser spontanen Idee. Aber dadurch würde sie einen Status erlangen und könnte weiter bei ihm bleiben. Sie akzeptiert und das Stück endet mit Moschkins Freudenrufen.

## Volltext
- das Stück im russischen Original auf Wikisource

## Ausgaben
Iwan Turgenjew: Der Hagestolz. Komödie in drei Akten. Deutsch von Kurt Wildhagen. In: Ausgewählte Schriften. Vermischte Schriften II/Szenen und Komödien II. Berlin: Propyläen-Verlag 1931. S. 1–139.